# Prix du meilleur film étranger du Syndicat français de la critique de cinéma
Le prix du meilleur film étranger du Syndicat de la critique de cinéma, anciennement intitulé prix Léon-Moussinac, est un prix décerné chaque année par le Syndicat français de la critique de cinéma depuis 1967 lors de sa remise de prix annuelle.
Il récompense le meilleur film étranger selon la critique.

## Palmarès

### Années 1960
- 1967 : Blow-Up de Michelangelo Antonioni •  Italie
- 1968 : Rouges et blancs (Csillagosok, katonák) de Miklós Jancsó •  Hongrie
- 1969 : Rosemary's Baby de Roman Polanski •  États-Unis

### Années 1970
- 1970 : Andreï Roublev (Андрей Рублёв) d'Andreï Tarkovski •  Union soviétique
- 1971 : Mort à Venise (Morte a Venezia) de Luchino Visconti •  Italie
- 1972 : Fellini Roma (Roma) de Federico Fellini •  Italie
- 1973 : Family Life de Ken Loach •  Royaume-Uni
- 1974 : Amarcord de Federico Fellini •  Italie
- 1975 : Aguirre, la colère de Dieu (Aguirre, der Zorn Gottes) de Werner Herzog •  Allemagne
- 1976 : Cría cuervos de Carlos Saura •  Espagne
- 1977 : Dersou Ouzala (Дерсу Узала) d'Akira Kurosawa •  Union soviétique
- 1978 : L'Arbre aux sabots (L'albero degli zoccoli) d'Ermanno Olmi •  Italie
- 1979 : Prova d'orchestra de Federico Fellini •  Italie

### Années 1980
- 1980 : Le Christ s'est arrêté à Eboli (Cristo si è fermato a Eboli) de Francesco Rosi •  Italie
- 1981 : Elephant Man de David Lynch •  États-Unis
- 1982 (ex æquo) : 
  - La Nuit de San Lorenzo (La notte di San Lorenzo) de Paolo et Vittorio Taviani •  Italie
  - Yol, la permission (Yol) de Yılmaz Güney •  Turquie
- 1983 : Fanny et Alexandre (Fanny och Alexander) d'Ingmar Bergman •  Suède
- 1984 : Paris, Texas de Wim Wenders •  Allemagne
- 1985 : La Rose pourpre du Caire (The Purple Rose of Cairo) de Woody Allen •  États-Unis
- 1986 : Hannah et ses sœurs (Hannah and Her Sisters) de Woody Allen •  États-Unis
- 1987 : Les Ailes du désir (Der Himmel über Berlin) de Wim Wenders •  Allemagne
- 1988 (ex æquo): 
  - Bagdad Café (Out of Rosenheim) de Percy Adlon •  Allemagne
  - Gens de Dublin (The Dead) de John Huston •  États-Unis
- 1989 : Brève histoire d'amour (Krótki film o milosci) de Krzysztof Kieślowski •  Pologne

### Années 1990
- 1990 : Le Décalogue (Dekalog) de Krzysztof Kieślowski •  Pologne
- 1991 : La Double Vie de Véronique (Podwójne życie Weroniki) de Krzysztof Kieślowski •  Pologne
- 1992 (ex æquo) : 
  - C'est arrivé près de chez vous de Rémy Belvaux, André Bonzel et Benoît Poelvoorde •  Belgique
  - Qiu Ju, une femme chinoise (秋菊打官司, Qiu Ju da guan si) de Zhang Yimou •  Chine
- 1993 : Raining Stones de Ken Loach •   Royaume-Uni
- 1994 : Exotica d'Atom Egoyan •  Canada
- 1995 (ex æquo) : 
  - Land and Freedom de Ken Loach •  Royaume-Uni
  - Le Regard d'Ulysse (Το Βλέμμα του Οδυσσέα, To Vlémma tou Odysséa) de Theo Angelopoulos •  Grèce
- 1996 : Secrets et mensonges de Mike Leigh •  Royaume-Uni
- 1997 : Hana-bi (はなび) de Takeshi Kitano •  Japon
- 1998 : La vie est belle (La Vita è Bella) de Roberto Benigni •  Italie
- 1999 : Eyes Wide Shut de Stanley Kubrick •  États-Unis

### Années 2000
- 2000 : Yi Yi (一一) d'Edward Yang •  Taïwan
- 2001 : No Man's Land (Ničija zemlja) de Danis Tanović •  Bosnie-Herzégovine
- 2002 : Parle avec elle (Hable con ella) de Pedro Almodóvar •  Espagne
- 2003 : Elephant de Gus Van Sant •  États-Unis
- 2004 : Lost in Translation de Sofia Coppola •  États-Unis
- 2005 : A History of Violence de David Cronenberg •  États-Unis  Canada  Allemagne[1]
- 2006 : Volver de Pedro Almodovar •  Espagne
- 2007 : La Vie des autres (Das Leben der Anderen) de Florian Henckel von Donnersmarck •  Allemagne
- 2008 : There Will Be Blood de Paul Thomas Anderson •  États-Unis
- 2009 : Le Ruban blanc (Das weiße Band) de Michael Haneke •  Autriche

### Années 2010
- 2010 : Another Year de Mike Leigh •  Royaume-Uni
- 2011 : Melancholia de Lars von Trier •  Danemark
- 2012 : Tabou (Tabu) de Miguel Gomes •  Portugal
- 2013 : A Touch of Sin (天注定, Tian zhu ding) de Jia Zhangke •  Chine
- 2014 : Winter Sleep (Kış Uykusu) de Nuri Bilge Ceylan •  Turquie
- 2015 : Le Fils de Saul (Saul fia) de László Nemes •  Hongrie
- 2016 : Aquarius de Kleber Mendonça Filho •  Brésil
- 2017 : Faute d'amour d'Andrei Zviaguintsev •  Russie
- 2018 : Phantom Thread de Paul Thomas Anderson •  États-Unis
- 2019 : Parasite de Bong Joon-ho •  Corée du Sud

### Années 2020
- 2020 : Drunk de Thomas Vinterberg •  Danemark
- 2021 : Drive My Car de Ryūsuke Hamaguchi •  Japon
- 2022 : Licorice Pizza de Paul Thomas Anderson •  États-Unis
- 2023 : The Fabelmans de Steven Spielberg •  États-Unis

## Victoires multiples

### Par pays
- Treize prix :  États-Unis
- Neuf prix :  Italie
- Cinq prix :  Allemagne et  Royaume-Uni

### Par réalisateurs
- Trois prix :
  - Federico Fellini (en 1972, 1974 et 1979)
  - Krzysztof Kieślowski (en 1989, 1990 et 1991)
  - Ken Loach (en 1973, 1993 et 1995)
  - Paul Thomas Anderson (en 2008, 2018 et 2022)
- Deux prix :
  - Woody Allen (en 1985 et 1986)
  - Pedro Almodóvar (en 2002 et 2006)
  - Mike Leigh (en 1996 et 2010)
  - Wim Wenders (en 1984 et 1987)